# Gerry Jochum
Gerrit „Gerry“ Jochum (* 1. April 1960 in Pirmasens) ist ein deutscher Schauspieler, Regisseur, Autor und Musiker.

## Leben
Aufgewachsen in London, arbeitete Jochum 1978 neben seinem Germanistikstudium als Regieassistent am Torturm-Theater in Sommerhausen. Er tourte mit der Band Experiment und wechselte dann nach Berlin. 
Zwischen 1980 und 1981 hatte er ein Engagement am Schillertheater in Berlin, wo er unter anderem in Peter Zadeks Jeder stirbt für sich allein -Inszenierung spielte. Er spielte kleinere Rollen in nationalen und internationalen Produktionen, wie 1987 in Helsinki Napoli All Night Long von Mika Kaurismäki mit Eddie Constantine und ebenfalls 1987 im Tatort: Zabou, unter der Regie von Hajo Gies.
1988 gründete er die erste Casting Agentur Deutschlands, die Casting Services Berlin. Zu Beginn der 1990er Jahre verstärkte er seine sprecherische Tätigkeit im Synchronbereich, schrieb 20 Dialogbücher, führte Synchronregie und lieh unter anderem Brendan Beiser in einer wiederkehrenden Rolle in Akte X seine Stimme. Außerdem sprach und konzipierte er Werbespots vorwiegend für Radio Energy und baute über die Castingtätigkeit Sprecherpools auf. Mitte der 1990er widmete er sich wieder vermehrt der darstellerischen Tätigkeit und war in einigen Fernsehserien, wie Wolffs Revier, in Nebenrollen zu sehen.
Nach dem Berlin-Casting für Knockin’ on Heaven’s Door gab er das Büro auf. Er schrieb mit Oskar Roehler das Drehbuch für den Kinofilm Gierig, in welchem er auch eine Rolle spielte.
Diese Begegnung führte zu einer langjährigen Zusammenarbeit mit Roehler, auch als Darsteller. Für die Constantin Film erstellte er die Dokumentation zu Roehlers Elementarteilchen.
Gerry Jochum, der in einigen Credits auch als Gerd Jochum erscheint, lebt und arbeitet in Berlin. Nach einem Unfall in Indien ist er seit Jahren inkomplett querschnittgelähmt.

## Filmografie (Auswahl)
- 1987: Helsinki Napoli All Night Long
- 1997: Die 120 Tage von Bottrop
- 1997: Angel Express
- 1998: Das Miststück
- 1998: Abendland
- 1998: Gierig
- 1999: Die Unberührbare
- 1999: Frau 2 sucht Happy End
- 1999: England
- 2000: Suck my Dick
- 2000: Detective Lovelorn in: Kill your Lover
- 2001: 666 – Traue keinem, mit dem du schläfst!
- 2002: Der alte Affe Angst
- 2004: Agnes und seine Brüder
- 2006: Ghetto Superstar
- 2006: Außen Stadt Nacht
- 2008: Tatort – Tod einer Heuschrecke
- 2011: Bauernfrühstück – Der Film